# Filippo Volandri
Filippo Volandri (* 5. září 1981 Livorno, Itálie) je italský profesionální tenista. Ve své dosavadní kariéře vyhrál na okruhu ATP World Tour 2 turnaje ve dvouhře. Na turnajích typu Challenger zaznamenal 7 finálových vítězství ve dvouhře. Jeho nejvyšším umístěním na žebříčku ATP ve dvouhře bylo 25. místo (23. červenec 2007) a ve čtyřhře 120. místo (15. květen 2006).
V lednu 2009 dostal Filippo Volandri tříměsíční trest za prokázaný doping po březnovém turnaji v Indian Wells 2008. Jednalo se o zakázanou látku salbutamol. Tenista tak přišel o body v žebříčku ATP i finanční odměny za posledních 10 měsíců.
O dva měsíce později však Volandri uspěl s odvoláním u sportovní arbitráže v Lausanne a body i peníze mu byly vráceny. Jediným potrestáním tak zůstalo odebrání bodů za turnaj v Indian Wells.

## Finálové účasti na turnajích ATP World Tour (9)

### Dvouhra - výhry (2)
| Legenda                                                       |
| ATP International Series Gold / ATP World Tour 500 Series (0) |
| ATP International Series / ATP World Tour 250 Series (2)      |

| Č. | Datum           | Turnaj               | Povrch | Soupeř ve finále | Výsledek      |
| 1. | 23. květen 2004 | St. Pölten, Rakousko | antuka | Xavier Malisse   | 6-1, 6-4      |
| 2. | 1. říjen 2006   | Palermo, Itálie      | antuka | Nicolás Lapentti | 5-7, 6-1, 6-3 |

### Dvouhra - prohry (6)
| Legenda                                                  |
| ATP International Series / ATP World Tour 250 Series (6) |

| Č. | Datum             | Turnaj                  | Povrch | Vítěz           | Výsledek      |
| 1. | 27. červenec 2003 | Umag, Chorvatsko        | antuka | Carlos Moyà     | 6-4, 3-6, 7-5 |
| 2. | 25. červenec 2004 | Umag, Chorvatsko        | antuka | Guillermo Cañas | 7-5, 6-3      |
| 3. | 3. říjen 2004     | Palermo, Itálie         | antuka | Tomáš Berdych   | 6-3, 6-3      |
| 4. | 2. říjen 2005     | Palermo, Itálie         | antuka | Igor Andrejev   | 0-6, 6-1, 6-3 |
| 5. | 19. únor 2006     | Buenos Aires, Argentina | antuka | Carlos Moyà     | 7-6(6), 6-4   |
| 6. | 17. září 2006     | Bukurešť, Rumunsko      | antuka | Jürgen Melzer   | 6-1, 7-5      |

### Čtyřhra - prohry (1)
| Legenda                                                       |
| ATP International Series Gold / ATP World Tour 500 Series (1) |

| Č. | Datum          | Turnaj           | Povrch | Partner        | Vítězové                     | Výsledek |
| 1. | 5. březen 2006 | Acapulco, Mexiko | antuka | Potito Starace | František Čermák Leoš Friedl | 7-5, 6-2 |

## Tituly na turnajích ATP Challenger Tour

### Dvouhra (7)
| Č. | Datum              | Turnaj     | Povrch | Soupeř ve finále | Výsledek         |
| 1. | 24. září, 2000     | Biella     | antuka | Hernán Gumy      | 6-3, 6-2         |
| 2. | 23. březen, 2003   | Cagliari   | antuka | Rafael Nadal     | 2-6, 6-2, 6-1    |
| 3. | 15. červen, 2003   | Biella     | antuka | José Acasuso     | 2-6, 7-6(4), 6-4 |
| 4. | 8. srpen, 2004     | Trani      | antuka | Francesco Aldi   | 6-1, 6-3         |
| 5. | 27. červenec, 2008 | San Marino | antuka | Potito Starace   | 5-7, 6-4, 6-1    |
| 6. | 3. srpen, 2008     | Cordenons  | antuka | Óscar Hernández  | 6-3, 7-5         |
| 7. | 18. duben, 2010    | Řím        | antuka | Lamine Ouahab    | 6-4, 7-5         |

## Davisův pohár
Filippo Volandri se zúčastnil 10 zápasů v Davisově poháru  za tým Itálie s bilancí 10-7 ve dvouhře.

## Postavení na žebříčku ATP na konci sezóny

### Dvouhra
| Rok    | 1998 | 1999   | 2000   | 2001   | 2002   | 2003  | 2004  | 2005  | 2006  | 2007  | 2008   | 2009   |
| Pořadí | 525. | ▲ 268. | ▲ 167. | ▼ 212. | ▲ 154. | ▲ 48. | ▲ 43. | ▲ 39. | ▲ 38. | ▼ 40. | ▼ 104. | ▼ 218. |

### Čtyřhra
| Rok    | 1998 | 1999   | 2000   | 2001    | 2002    | 2003   | 2004   | 2005   | 2006   | 2007   | 2008   | 2009   |
| Pořadí | 707. | ▲ 589. | ▼ 746. | ▼ 1003. | ▼ 1016. | ▲ 293. | ▼ 362. | ▲ 152. | ▼ 252. | ▼ 308. | ▼ 375. | ▼ 491. |